# Алес (приток Малой Сумульты)
Алес — река в России, протекает по Онгудайскому району Республики Алтай. Устье реки находится в 15 км от устья Малой Сумульты по правому берегу. Длина реки составляет 18 км.

## Притоки
- Карагузень (лв)
- Каянча (лв)
- Малый Алес (лв)

## Данные водного реестра
По данным государственного водного реестра России относится к Верхнеобскому бассейновому округу, водохозяйственный участок реки — Катунь, речной подбассейн реки — Бия и Катунь. Речной бассейн реки — (Верхняя) Обь до впадения Иртыша.